# 東野広太郎
東野 広太郎（ひがしの こうたろう、1998年6月10日 - ）は、石川県出身のサッカー選手。九州サッカーリーグ・ジェイリースFC所属。ポジションはディフェンダー。

## 来歴
サンフレッチェ広島F.Cのアカデミーで育成されたが、トップチームには昇格できず立命館大学に進学（同期に延祐太、藤井智也、田中康介）。2017年9月にはU-19全日本大学選抜WESTの一員としてアジア大学サッカートーナメントに参加した。
2020年12月11日、2021年シーズンからのロアッソ熊本加入内定が発表された。2021年5月2日、J3第7節のFC岐阜戦でJリーグデビューを果たした。
2022年7月、FCティアモ枚方へ期限付き移籍。2022年10月26日にロアッソ熊本との契約が2022年を以て満了となることが発表された。同年11月28日、カンセキスタジアムとちぎで行われたJリーグ合同トライアウトに出場した。12月12日に枚方との契約が満了となった。
2022年12月23日、ジェイリースFCへ完全移籍することが発表された。

## 所属クラブ
- FC笠間
- エスポワール白山FC
- サンフレッチェ広島F.Cユース
- 立命館大学
- 2021年 - 2022年  ロアッソ熊本
  - 2022年7月 - 12月  FCティアモ枚方（期限付き移籍）
- 2023年 -  ジェイリースFC

## 個人成績
| 国内大会個人成績 | 国内大会個人成績 | 国内大会個人成績 | 国内大会個人成績 | 国内大会個人成績 | 国内大会個人成績 | 国内大会個人成績 | 国内大会個人成績 | 国内大会個人成績 | 国内大会個人成績 | 国内大会個人成績 | 国内大会個人成績 |
| 年度             | クラブ           | 背番号           | リーグ           | リーグ戦         | リーグ戦         | リーグ杯         | リーグ杯         | オープン杯       | オープン杯       | 期間通算         | 期間通算         |
| 年度             | クラブ           | 背番号           | リーグ           | 出場             | 得点             | 出場             | 得点             | 出場             | 得点             | 出場             | 得点             |
| 日本             | 日本             | 日本             | 日本             | リーグ戦         | リーグ戦         | リーグ杯         | リーグ杯         | 天皇杯           | 天皇杯           | 期間通算         | 期間通算         |
| ---------------- | ---------------- | ---------------- | ---------------- | ---------------- | ---------------- | ---------------- | ---------------- | ---------------- | ---------------- | ---------------- | ---------------- |
| 2021             | 熊本             | 20               | J3               | 2                | 0                | -                | -                | 1                | 0                | 3                | 0                |
| 2022             | 熊本             | 20               | J2               | 0                | 0                | -                | -                | 0                | 0                | 0                | 0                |
| 2022             | 枚方             | 2                | JFL              | 12               | 1                | -                | -                | -                | -                | 12               | 1                |
| 2023             | Jリース          |                  | 九州             |                  |                  | -                | -                |                  |                  |                  |                  |
| 通算             | 日本             | 日本             | J2               | 0                | 0                | -                | -                | 0                | 0                | 0                | 0                |
| 通算             | 日本             | 日本             | J3               | 2                | 0                | -                | -                | 1                | 0                | 3                | 0                |
| 通算             | 日本             | 日本             | JFL              | 12               | 1                | -                | -                | -                | -                | 12               | 1                |
| 通算             | 日本             | 日本             | 九州             |                  |                  | -                | -                |                  |                  |                  |                  |
| 総通算           | 総通算           | 総通算           | 総通算           | 14               | 1                | -                | -                | 1                | 0                | 15               | 1                |

## 選抜歴
- 2013年 U-15日本代表候補[10]
- 2017年 U-19全日本大学選抜WEST[3]